# Chevrolet Special
Der Chevrolet Special war ein PKW der Mittelklasse, der in den Modelljahren 1949 bis 1952 von Chevrolet in den USA als Nachfolger des Chevrolet Stylemaster gebaut wurde. Ab 1953 hieß die Serie Chevrolet Special 150, von 1955 bis 1957 Chevrolet One-Fifty.

## Modellgeschichte

### Special Serie 1500 (1949–1952)

#### 1949 – 1500GJ
Der Nachfolger des Stylemaster wurde 1949 der Special Serie 1500GJ. Die Modellreihe war das erste vollständig neuentwickelte Nachkriegsfahrzeug und wurde in den Ausstattungen Styleline und Fleetline angeboten. Die alten Vorkriegsformen waren modernen Pontonkarosserien mit integrierten vorderen Kotflügeln gewichen. Die Karosserien waren auf einem Kastenrahmen montiert, der Rahmen des Cabriolets hatte zusätzlich eine X-Versteifung in der Rahmenmitte. Die Motorhauben wurden flacher. Die Front zeigte einen breiten, chromgerahmten Kühlergrill mit einem einzelnen, breiten, horizontalen Chromstab. Bei einer Gesamtlänge von 5004 mm für die Limousinen sowie dem Coupé und Cabrio und 5029 mm für die Kombis betrug der Radstand für alle Modelle 2921 mm. Die Fahrzeuge hatten an allen Rädern hydraulische Trommelbremsen. Die Vorderräder waren an unterschiedlich langen oberen und unteren Querlenkern mit Schraubenfedern geführt. Die angetriebene hintere Starrachse war modellabhängig mit sieben- oder achtlagigen halbelliptischen Blattfedern gelagert. Die Vorder- wie Hinterachsfederung besaß Stoßdämpfer. Die geteilte Windschutzscheibe sowie die Scheiben der Vordertüren bestanden aus Verbundsicherheitsglas. Die hinteren Seitenscheiben und die Heckscheibe bestanden je nach Modellvariante aus Verbund- oder Einscheibensicherheitsglas. Die Bordspannung betrug 6 V.
Der „Thrift Master“ genannte Motor des Stylemaster, ein oben gesteuerter Reihensechszylinder mit 3548 cm3 (216,5 in3) Hubraum und einer Leistung von 90 SAE-PS (ca. 66 kW) bei 3300 min−1 mit einer Verdichtung von 6,5 : 1 wurde ebenso übernommen wie das manuelle Dreigang-Synchrongetriebe mit Lenkradschaltung. Bohrung und Hub des Motors betrugen dabei 88,9 mm × 95,25 mm (3,5″ × 3,75″). Das Getriebe besaß eine Unterdruckunterstützung, bei dem der Schalthebel durch leichten Druck zwischen den Gängen bewegt werden konnte. Ein Special dieses Jahrgangs konnte leicht 130 km/h (80 mph) ohne Overdrive erreichen.

#### Styleline
Die Stufenheckmodelle der Serie hießen Styleline und umfassten vier Modelle: ein zweitüriges Business-Coupé mit drei Sitzplätzen, ein zweitüriges Sport-Coupé mit fünf Sitzplätzen und zwei sechssitzige Limousinen mit zwei oder vier Türen.

#### Fleetline
Die beiden Schrägheckvarianten hießen Fleetline. Es waren zwei Limousinen mit jeweils sechs Sitzplätzen und zwei oder vier Türen. Nachdem 1951 nun noch knapp 10.000 Schrägheckmodelle verkauft wurden, stellte man diese Karosserieformen im Folgejahr ein.

#### 1950 – 1500HJ
Für das Modelljahr gab es nur wenig stilistische – nur der Frontgrill wurde geändert – und keine technischen Änderungen, die Serie hieß1500HJ.

#### 1951 – 1500JJ
Es kam eine leichte Modellpflege; in die Frontmaske der Serie 1500JJ wurden Blinkleuchten in Form einer Patrone integriert und die seitlichen Zierleisten bekamen einen Absatz hinter den vorderen Radausschnitten. Die Motorleistung stieg auf 92 SAE-PS (ca. 68 kW) bei 3400 min−1.

#### 1952 – 1500KJ
Durch die Modellpflege erhielt die Chromspange im Kühlergrill der Serie 1500KJ  fünf Chromzähne und die seitlichen Zierleisten waren wieder ohne Absatz. Viele Komfort- und Styling-Optionen waren als Extra erhältlich.
Nach dem Ende des Modelljahres 1952 wurden die alten Bezeichnungen – Special und Deluxe – aufgegeben und in 150 bzw. 210 umbenannt, wobei die Ausstattung der jeweiligen früheren Serie ähnelte. Das Modell Bel Air wurde zu einer eigenständigen Serie, die zwei- und viertürige Limousinen, einen Kombi und ein Cabriolet umfasste.

In knapp vier Jahren entstanden 827.527 Einheiten der Special-Serie.

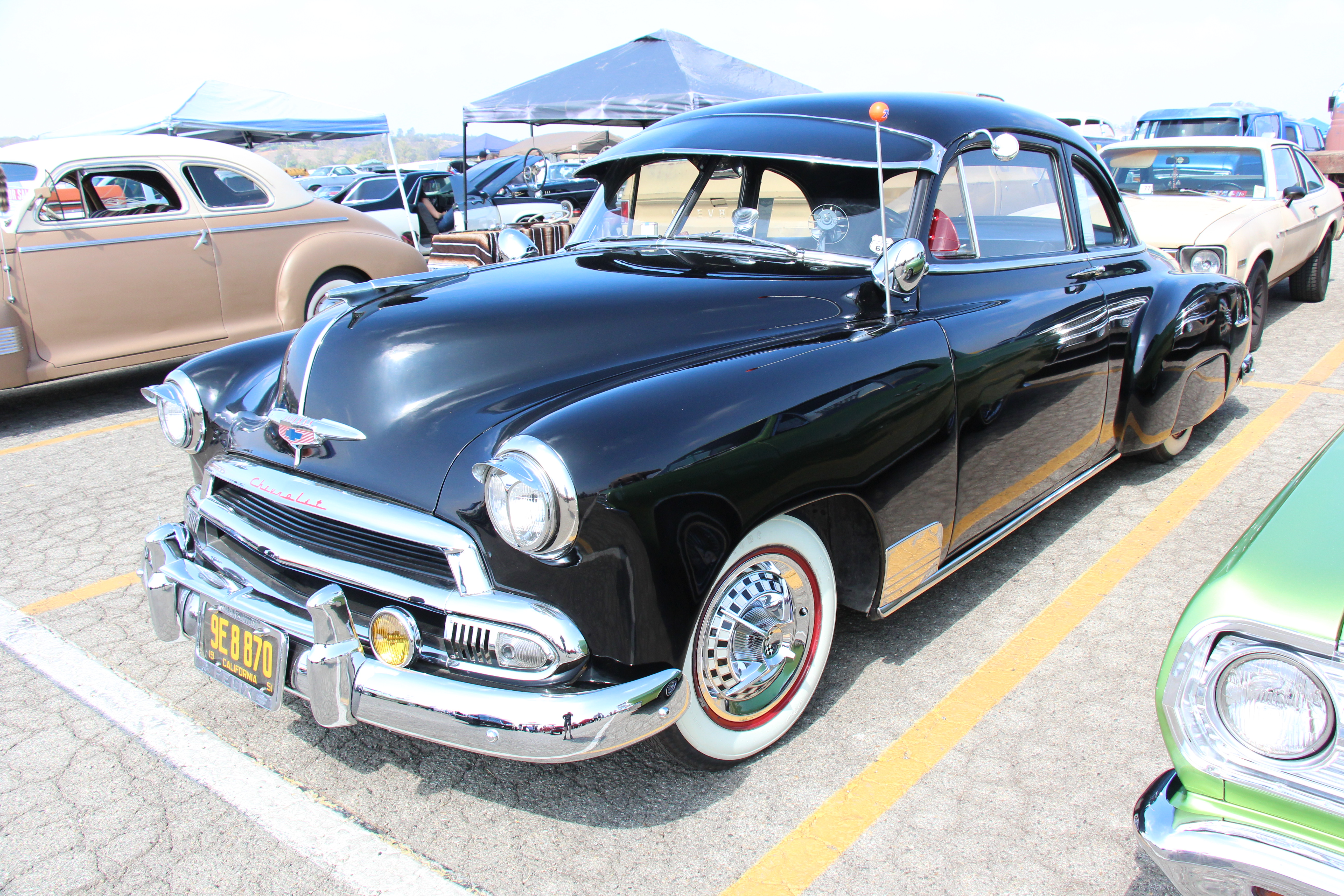
1951 Chevrolet Styleline Special Coupe
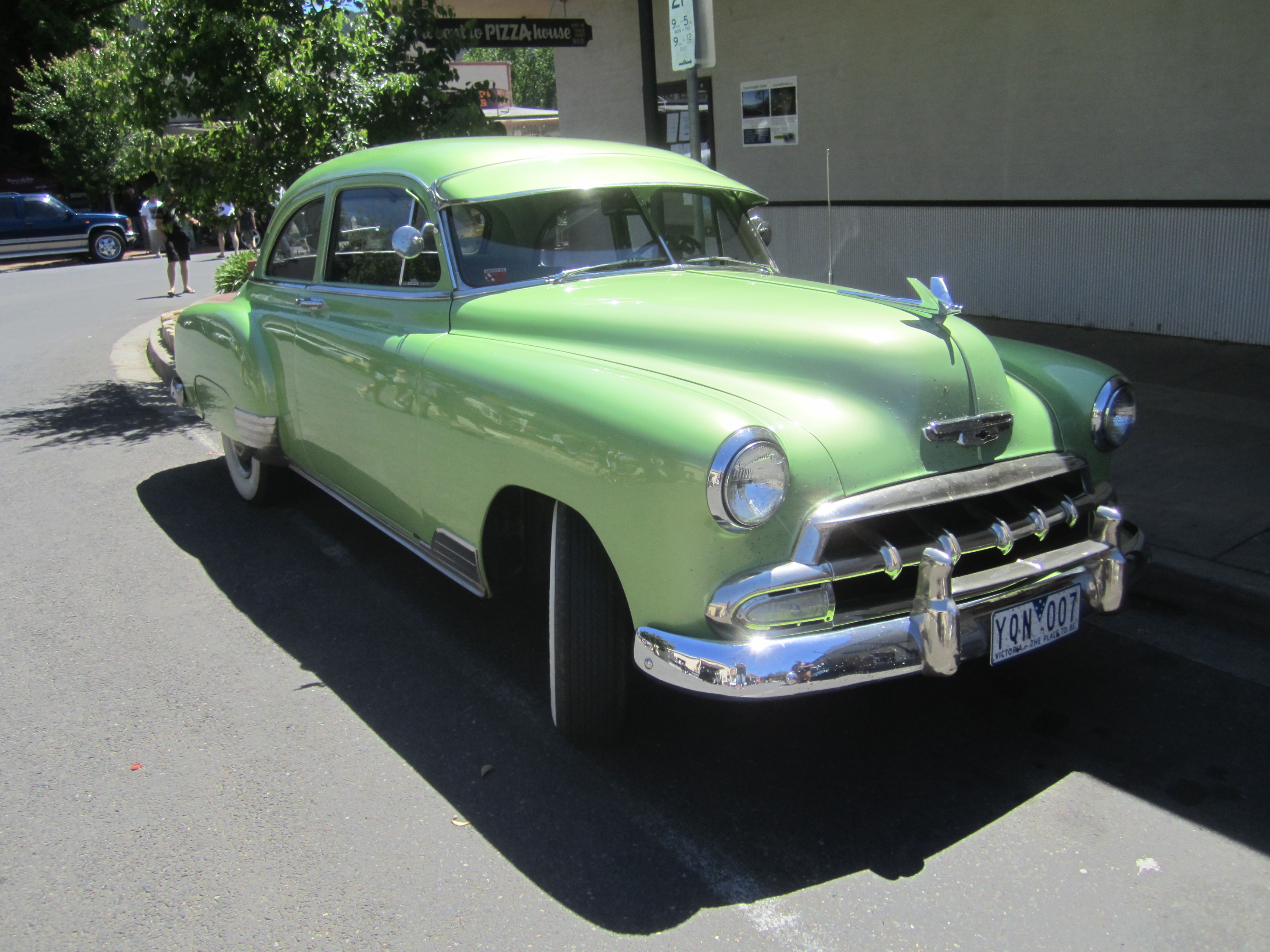
1952 Chevrolet Styleline Special Coupe
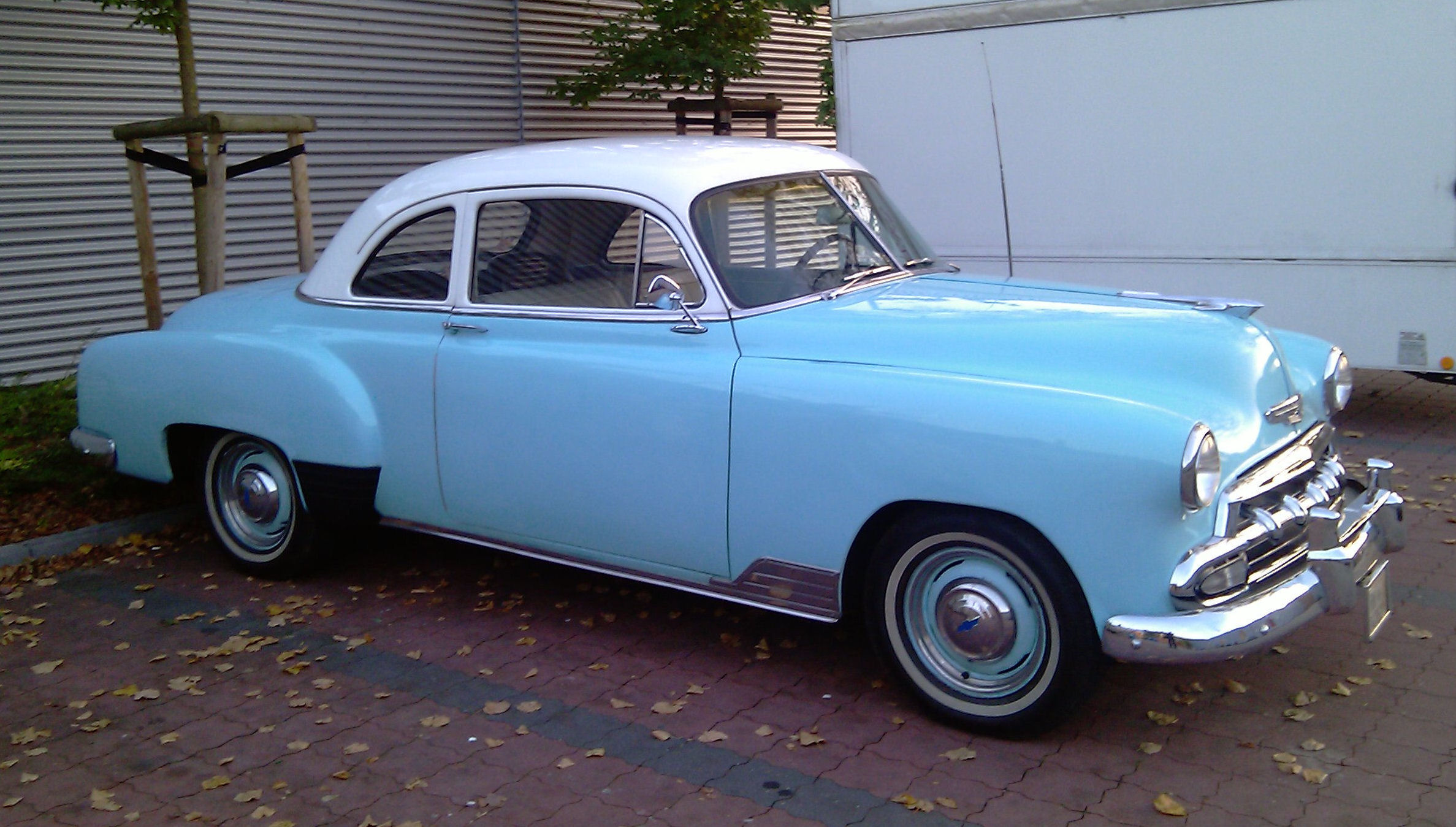
1952 Chevrolet Special Business Coupé

### Special 150 (1953–1954)

#### 1953 – 1500A
Der neue Special 150 Serie 1500A löste die Special-Serie ab. Der neue Name bezog sich auf die im Sprachgebrauch verwendete verkürzte Seriennummer 1-50 aus dem dann das ausgeschriebene One-Fifty wurde. Die Karosserie erhielt umfangreiche Änderungen. Die Windschutzscheibe war nun gebogen und einteilig. Die Zahl der Chromzähne in der Kühlermaske wurde auf drei reduziert, kombinierte Positions- und Blinkerleuchten integriert. Am Heck zeigten sich leichte Heckflossen. Die Fließheckmodelle waren weggefallen und neben den bekannten vier Stufenheckmodellen gab es einen fünftürigen Kombi und ein dreisitzige Business-Coupé. Der neue Motor mit 3859 cm3 leistete nun 108 SAE-PS (ca. 66 kW) bei 3600 min−1.

#### 1954 – 1500A
Im Folgejahr fielen die integrierten Nebelscheinwerfer wieder weg. Die Stoßstangen reichten weiter um die Kotflügelseiten. Weggefallen war auch das fünfsitzige Coupé und das dreisitzige Business-Coupé – immer noch als Vertreterauto gedacht – wurde in Utility-Sedan umbenannt.
Die Leistung des Basismotors (nur mit Schaltgetriebe) stieg auf 115 SAE-PS (ca. 85 kW) bei 3700 min−1; daneben gab es auf Wunsch die stärkere Variante mit 125 SAE-PS (ca. 92 kW) bei 4000 min−1 in Verbindung mit der Powerglide-Zweistufen-Getriebeautomatik.

In zwei Jahren wurde der Special 150 genau 306.038 mal gebaut.

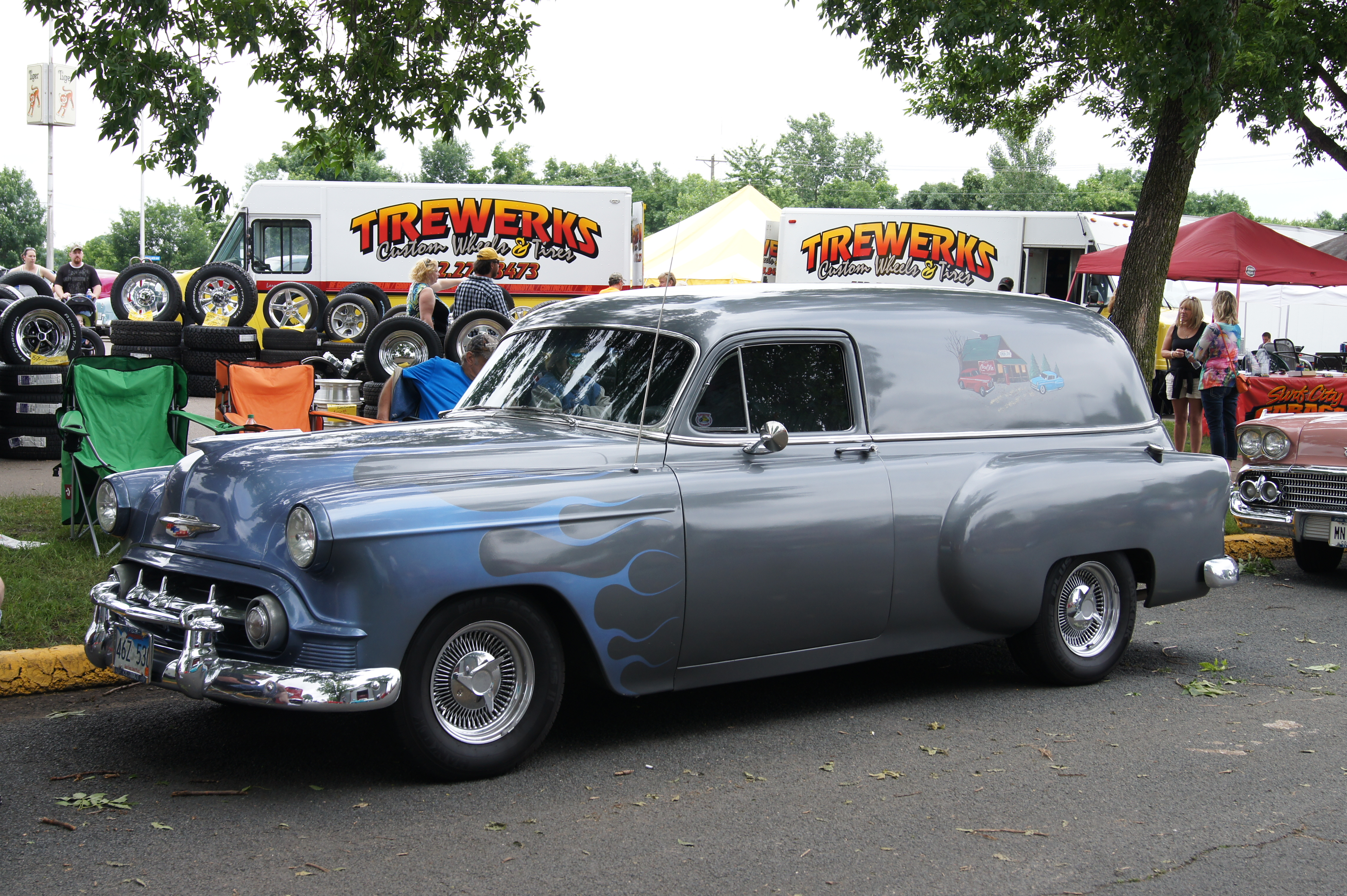
1953 Chevrolet Sedan Delivery
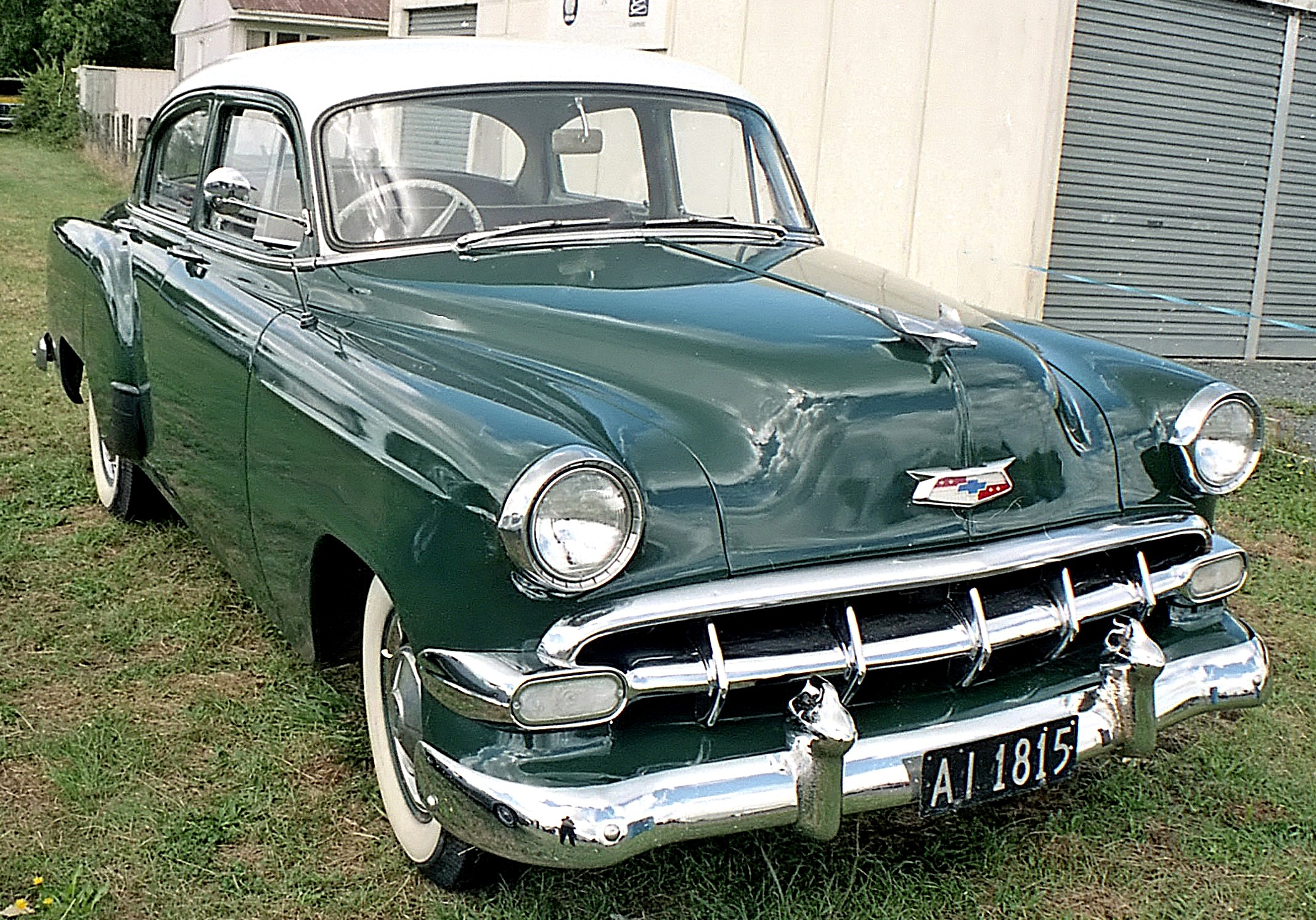
1954 Chevrolet Limousine

### One-Fifty Serien 1500A und 1500 (1955–1957)

#### 1955 – 1500A

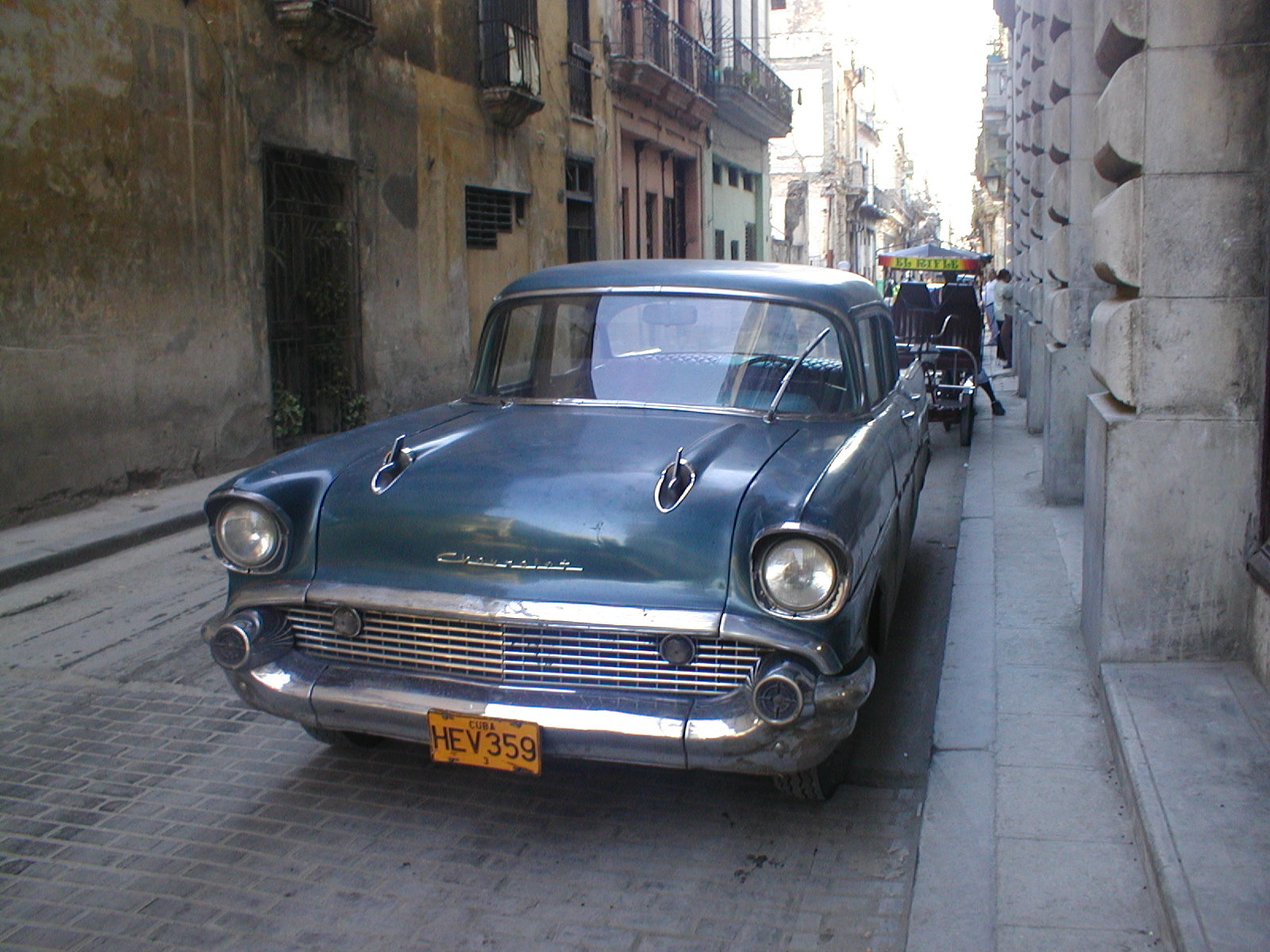
Chevrolet One-Fifty Sedan (1957)

Als komplett neu konstruiertes Modell löste der One-Fifty Serie 1500A den Chevrolet Special 150 ab. Die Pontonkarosserie war einem neuen Stil mit vier integrierten Kotflügeln und großen Heckflossen gewichen. Die Scheinwerfer saßen auf Höhe der Motorhaube. Der Frontgrill hatte eine neue gitterartige Struktur, womit die großen Chromzähne endgültig entfielen. Die Stoßstangen wurden komplett umgeformt. Die Panorama-Windschutzscheibe reichte um die Seiten herum. Erstmals fanden auch schlauchlose Reifen Verwendung. Der One-Fifty wurde zu Chevrolets Niedrigpreismodell, unterhalb des Two-Ten und des Bel Air. Die Modelle erhielten eine verbesserte Einzelradaufhängung an der Vorderachse, die hintere Starrachse war mit vier, fünf oder sechs Blattfedern geführt. Die Bordspannung betrug 12 Volt.
Die vier Karosserieformen wurden übernommen; der 3,9 Liter-Motor leistete einheitlich 123 SAE-PS (ca. 90 kW) bei 3800 min−1. Neu war die Verfügbarkeit des oben gesteuerten V8-Motors „Turbo-Fire“ mit 4343 cm3 (265 in3) Hubraum und einer Leistung von 162 SAE-PS (119 kW) bei 4400 min−1. Während der Serienmotor mit einem Doppelvergaser bestückt war, hatte die leistungsstärkere Version einen Doppel-Registervergaser. Es handelte sich beim V8 um den von Edward Nicholas Cole bereits 1954 entwickelten Small-Block-Chevrolet mit einer Bohrung von 94,49 mm (3,75″) und einem Hub von 76,2 mm (3″). Die V8-Fahrzeuge waren genau 99 USD teurer als das vergleichbare Sechszylinder-Modell.

#### 1956 – 1500A
1956 kam ein kleines Facelift, das den Wagen Schuten über den Scheinwerfern verschaffte. Im Frontgrill saßen die Blink-Standleuchten-Kombination, welcher sich nun über die gesamte Fahrzeugbreite zog. Der Tankeinfüllstutzen saß hinter dem linken Rücklicht, welches zum Tanken geklappt werden konnte. Der Basis-Sechszylindermotor legte auf 140 SAE-PS (ca. 103 kW) bei einer Verdichtung von 8,0 : 1 zu, der V8 mit Automatik auf 170 SAE-PS (ca. 125 kW). Dem Käufer standen auch zwei leistungsstärkere V8 mit 205 SAE-PS bei 4600 min−1 sowie 225 SAE-PS bei 5200 min−1 zur Wahl. Die 225 SAE-PS war mit zwei Doppel-Registervergasern ausgerüstet.

#### 1957 – 1500
Im letzten Jahr des One-Fifty – Serie 1500 –, wuchsen den Wagen raketenförmige Stoßfängerhörner vorne und noch größere Heckflossen hinten. Die Karosserie blieb in ihrer Grundform unverändert. Der Kühlergrill hatte nun eine flach-ovale Form. Neu war die Möglichkeit Sicherheitsgurte zu bestellen.
Die Basis-V8-Ausführungen mit dem 4,3 Liter (265 in3) Motor waren nun einheitlich 100 USD teurer als die entsprechenden Sechszylinderwagen. Dennoch gab es für die Kunden eine deutlich erweiterte Auswahl an V8-Motoren. Neu war der aus der Corvette C1 übernommene 4637 cm3 (283 in3) Turbo-Fire mit 185 SAE-PS, 220 SAE-PS oder sogar 245 SAE-PS.
Eine besondere Version war der mit einer neuen Rochester-Benzineinspritzung ausgestattete „Ram-Jet Fuel-Injected“-Motor, der bereits 250 SAE-PS bei 5000 min−1 leistete. Er kostete 484 USD mehr als der Basis-Sechszylinder. Eine weitere Steigerung der Leistung brachte der „Super Ram-Jet Fuel-Injected“ genannte Motor der 283 SAE-PS bei 6200 min−1 hervorbrachte und so mit exakt einem PS pro cubic inch (Kubikzoll) Hubraum (umgerechnet 16,4 cm3) bei einer Verdichtung von 10,5 : 1 einen sehr hohen Wert erreichte. Dazwischen rangierte noch ein normaler Vergasermotor mit 270 SAE-PS bei 6000 min−1 und einer hohen Verdichtung von 9,5 : 1. Darüber hinaus konnten Kunden aus vier verschiedenen manuellen und automatischen Getrieben wählen. Neue Automatikversion war, neben dem PowerGlide das neue TurboGlide mit drei Gängen für die V8-Motoren.

In drei Jahren entstanden 396.972 Exemplare. Im Folgejahr löste der Chevrolet Del Ray den One-Fifty ab.

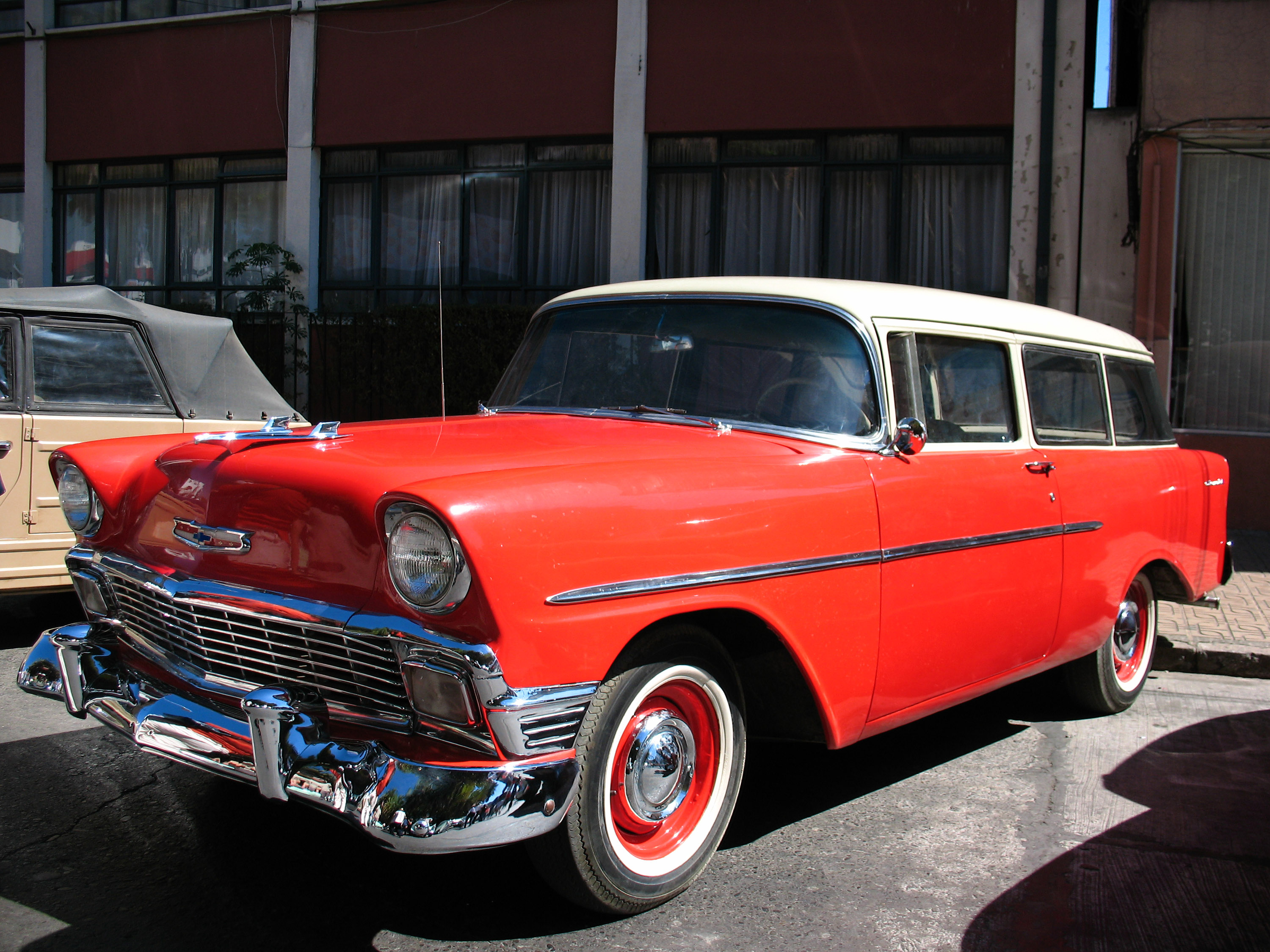
1956 Chevrolet 150 Handyman
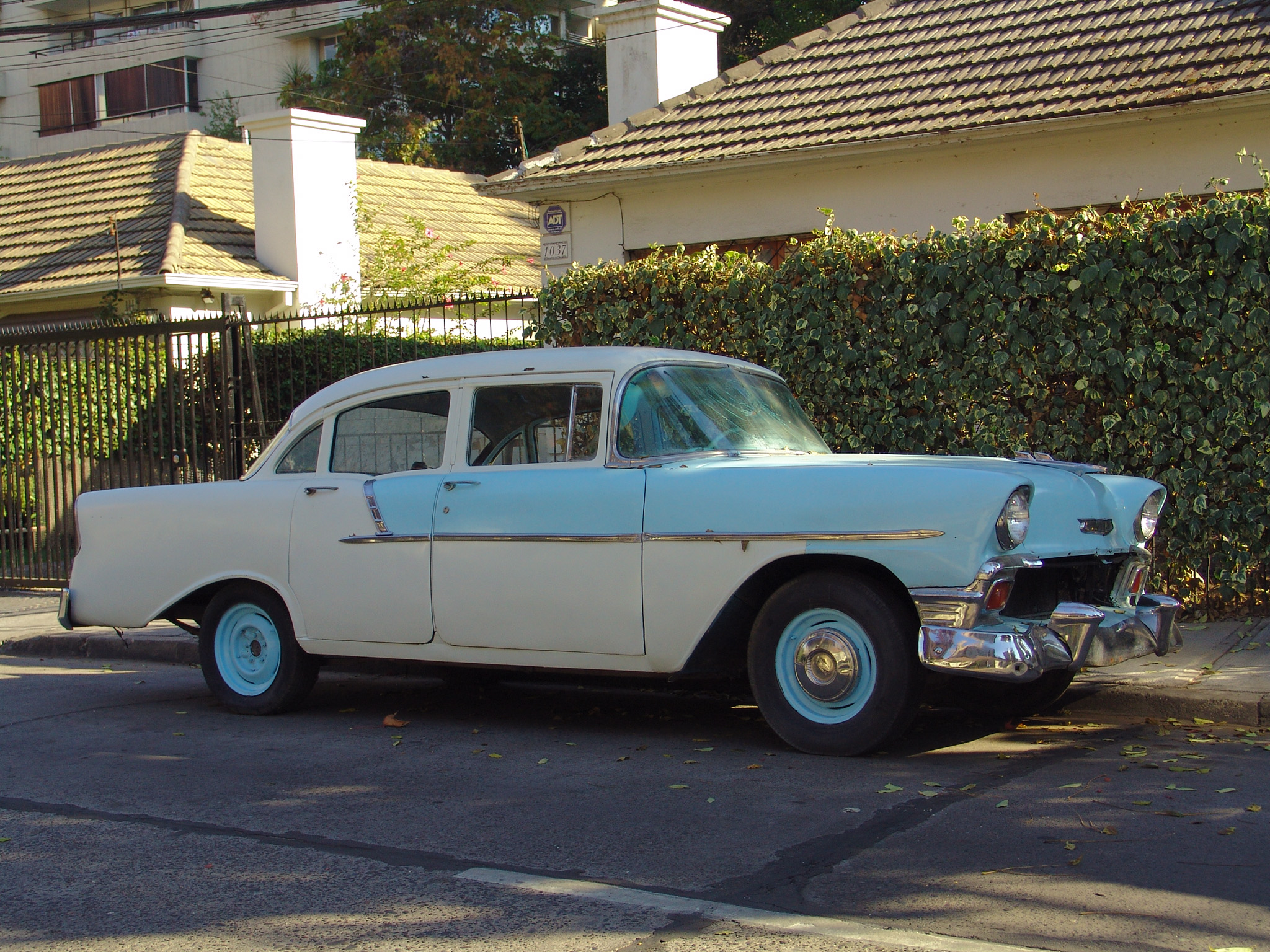
1956 Chevrolet 150 Limousine
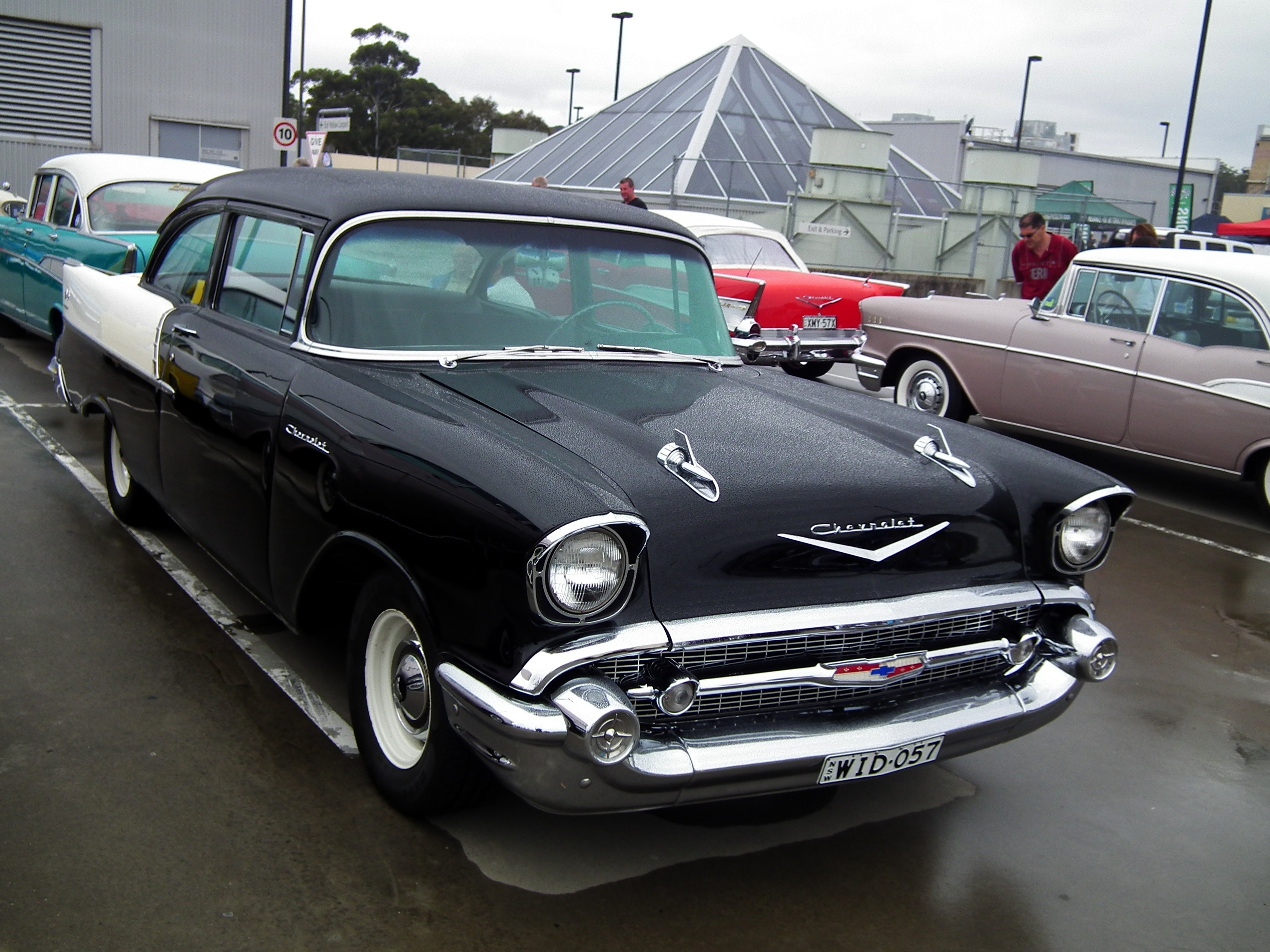
1957 Chevrolet One-Fifty Limousine